# Calling (canção de Vamps)
"Calling" é o décimo terceiro single da banda japonesa Vamps, lançado em 22 de março de 2017. Este é o terceiro e último single do álbum Underworld, e o último single da banda até agora. "Calling" inclui um cover da banda Depeche Mode, "Enjoy the Silence", como lado B. Foi produzido por Kane Churko, notável por seus trabalhos com artistas como Five Finger Death Punch e Papa Roach.
Foi lançado em duas edições: regular e limitada. A edição contém três faixas acústicas gravadas ao vivo, tocadas em um show no Anfiteatro Maihama em Chiba, em setembro de 2016. Já a regular contém apenas "Calling" e "Enjoy the Silence".
A canção foi descrita como alta e pesada com os vocais de Hyde sendo melancólicos.

## Antecedentes e lançamento
O single foi anunciado no final de janeiro de 2017, e as faixas foram anunciadas no início de fevereiro. Alguns dias mais tarde, tanto a capa de "Calling" quanto do álbum Underworld foram reveladas, desenhadas pelo artista Rockin' Jelly Bean. No meio de março, a banda lançou o videoclipe da música no YouTube, que havia sido filmado no início do mesmo mês em Los Angeles. Foi dirigido por Nick Peterson. Um mês depois, Vamps lançou um vídeo com a letra.

## Recepção
"Calling" alcançou a oitava posição na Oricon, permanecendo na parada por seis semanas. De acordo com o ranking da mesma, é o single menos vendido do grupo. Na parada da Tower Records, ficou em 12° lugar.

## Lista de faixas
Edição regular
| N.º | Título              | Duração |  |
| 1.  | "Calling"           | 2:54    |  |
| 2.  | "Enjoy The Silence" | 3:35    |  |

Edição limitada
| N.º            | Título                | Duração |  |
| 1.             | "Calling"             | 2:54    |  |
| 2.             | "Enjoy The Silence"   | 3:35    |  |
| 3.             | "The Past - Live"     | 5:01    |  |
| 4.             | "Replay - Live"       | 4:41    |  |
| 5.             | "Sweet Dreams - Live" | 7:22    |  |
| Duração total: | Duração total:        | 23:33   |  |

## Créditos
- Hyde – vocais
- K.A.Z – guitarra
- Kane Churko – produção